# Dr JS Moroka
Dr JS Moroka es un municipio local sudafricano situado en el distrito de Nkangala, en la provincia de Mpumalanga.

## Superficie
Dr JS Moroka tiene una superficie de 1417 km².

## Demografía
En 2022, tenía 324 855 habitantes, una densidad poblacional de 229,3 hab./km², y 74 581 viviendas.